# BME 레코드
BME 레코드(BME Recordings)는 미국의 힙합레이블이다.이 레이블은 힙합가수이자 작곡가인 릴 존과 그의 동료 'Rob Mac', 'Emperor Searcy',' Vince Phillips' 등과 함께 새운 공동레이블이다.또한 워너 뮤직 그룹과 계약했으며,전 소속가수인 릴 스크래피는 50 센트의 회사인 G-Unit Record와 공동계약상태였다.
또한 소속가수가 아닌 뮤지션의 앨범에도 종종 참여한다고 한다.

## 소속 아티스트
- 릴 존
- Crime Mob
- E-40
- Oobie
- Shawty Putt

## 이전 소속 아티스트
- Bohagon
- The East Side Boyz
- Kandi Burruss
- Trillville
- 릴 스크래피